# 田口晃史
田口 晃史（たぐち てるふみ、1939年1月31日 - ）は、日本の政治家。宮崎県児湯郡木城町長（3期）。

## 来歴
宮崎県立高鍋高等学校卒業。1961年木城町役場に奉職。総務課長・産業課長・収入役などを歴任。2003年4月、町長に初当選。

## インタビュー
- 「町内全域を網羅する光ファイバーで高齢者のコミュニケーションを推進」『月刊e・Gov』2006年7月号